# Blanca de los Ríos

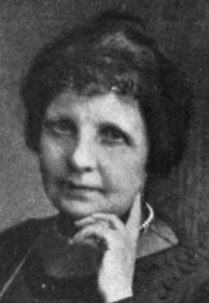
Blanca de los Ríos, 1932

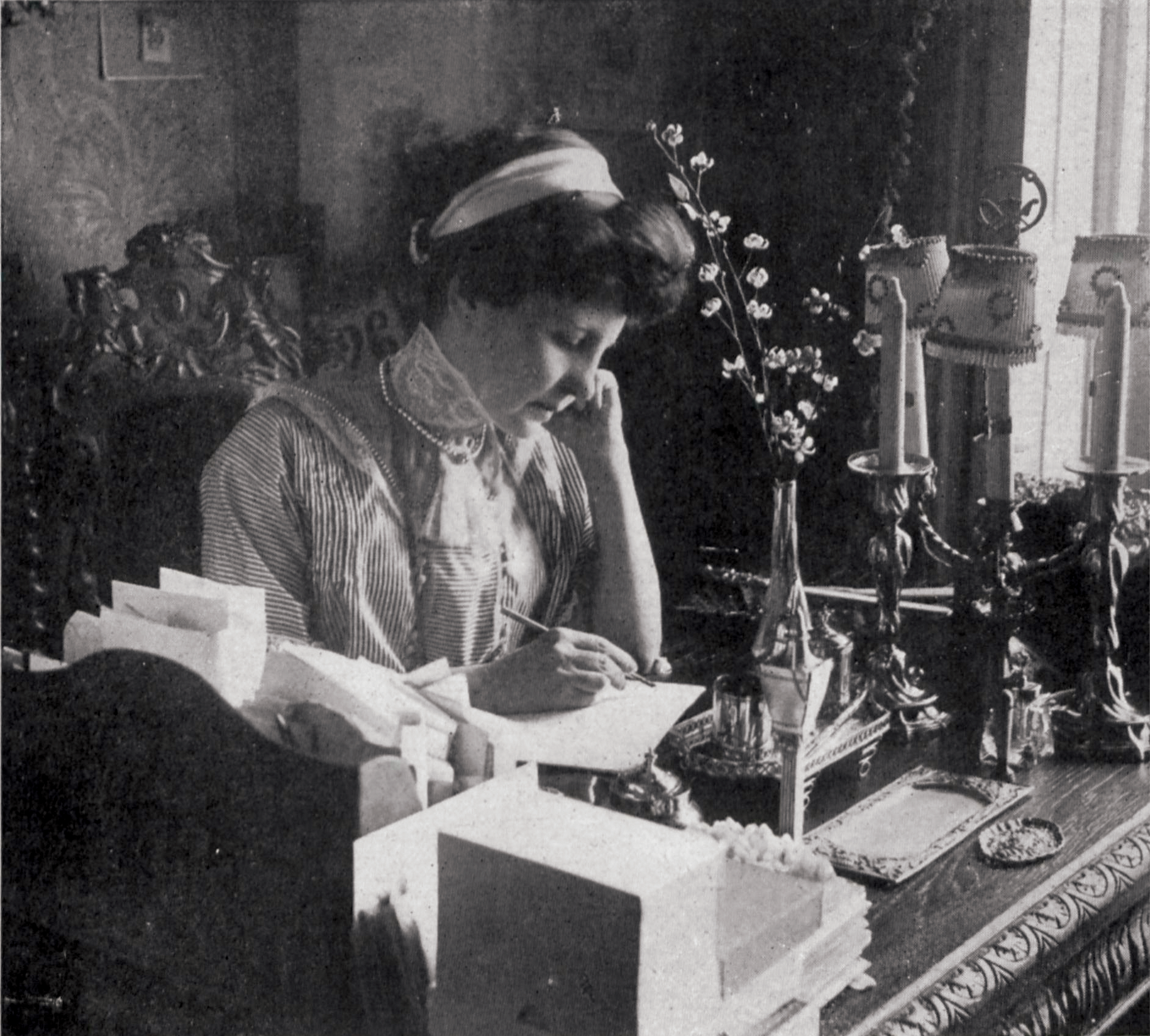
Blanca de los Ríos, Aufnahme in der Zeitschrift Mundo Gráfico, Dezember 1911

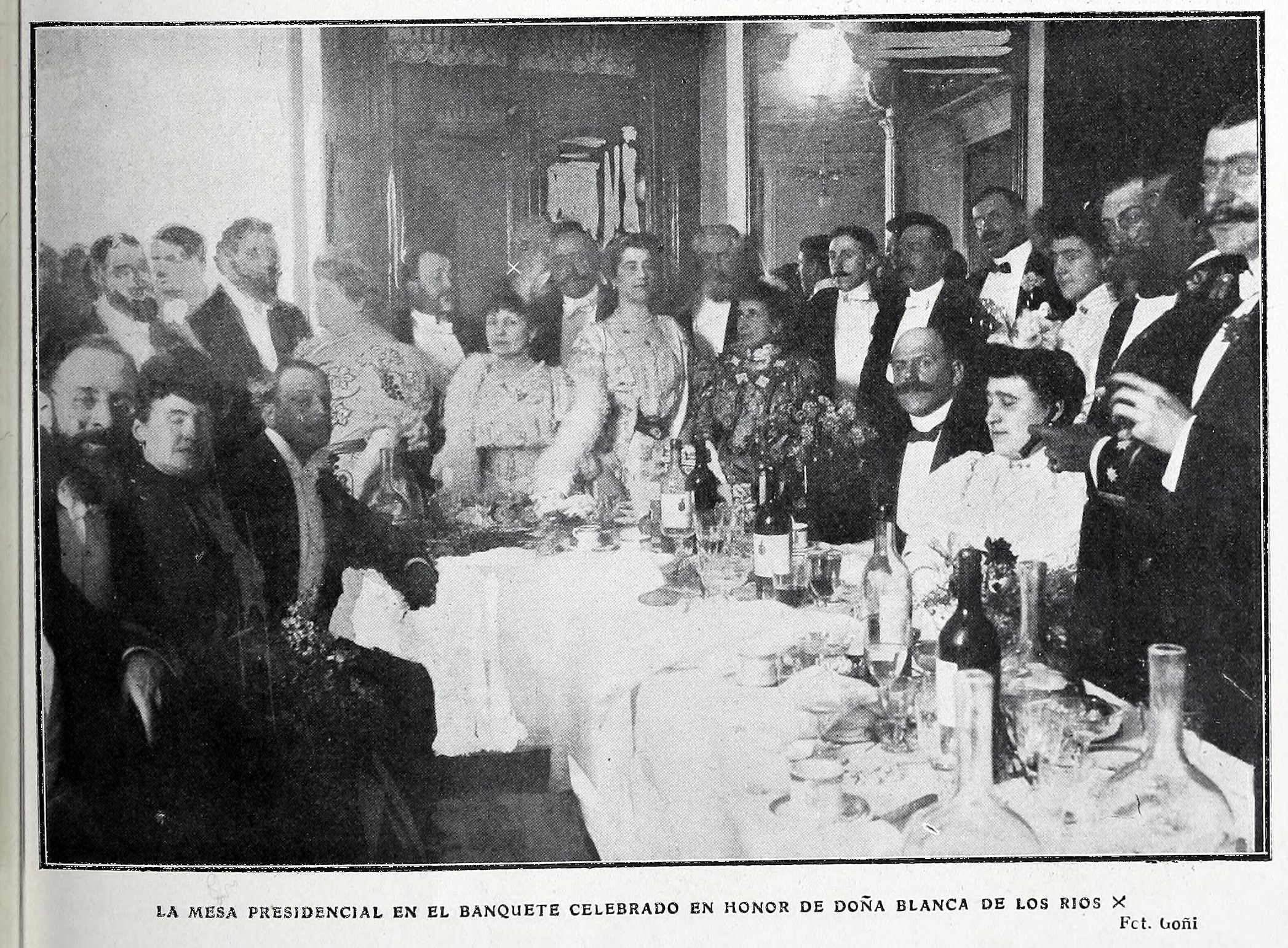
Festbankett zu Ehren von Blanca de los Ríos, Aufnahme für die Zeitschrift Blanco y Negro, 12. Mai 1906

Blanca de los Ríos y Nostench, verheiratete de los Ríos de Lampérez (* 15. August 1859 in Sevilla; † 13. April 1956 in Madrid), war eine spanische Schriftstellerin, Literaturhistorikerin und Literaturkritikerin.

## Leben und Werk
De los Ríos y Nostench wurde als Tochter von Demetrio de los Ríos y Serrano, einem Architekten und Archäologen, und María Teresa Nostench y Rodríguez de Henestrosa, einer Malerin, geboren. Sie hatte einen Bruder, José de los Ríos y Nostench, einen Rechtsanwalt und Schriftsteller. Ihr Großvater väterlicherseits, José de los Ríos, war Bildhauer, während ihr Großvater mütterlicherseits, José Nostench, Chirurg war. Ihre Geburt in einer kultivierten bürgerlichen Familie verschaffte ihr eine breite Bildung.
Die ersten Arbeiten, die sie an die Presse gab, zeichnete sie mit „Carolina del Boss“, einem Anagramm ihres Namens, gab dieses Pseudonym aber bald auf.
1892 heiratete sie Vicente Lampérez y Romea (1861–1923), einen Madrider Architekten, der sich mit der Restaurierung und Renovierung von Bauwerken wie den Kathedralen von Cuenca und Burgos befasste und schließlich Professor an der Madrider Architekturschule wurde. Der Umzug nach Madrid brachte de los Ríos in direkten Kontakt mit dem literarischen und intellektuellen Umfeld der Hauptstadt und erweiterte ihren Horizont und ihre Projekte.
Sie veröffentlichte ihren ersten Roman Margarita im Jahr 1878, als sie erst achtzehn Jahre alt war. Es folgten die Gedichtsammlungen Los funerales del César (1880), Esperanzas y recuerdos (1881), die 1912 in einer erweiterten Fassung neu aufgelegt wurde, El romancero de Don Jaime El Conquistador und La novia del marinero (1886). Etwas später folgten die Romane Melita palma (1901), Sangre española (1902) und La niña Sanabria (1907). In diesen Jahren veröffentlichte sie zahlreiche Kurzgeschichten, sowie Sammlungen von Kurzgeschichten wie La Rondeña von 1902, El Salvador 1902 und El tesoro de Sorbas von 1914.
Er beteiligte sich an Zeitschriften wie El Imparcial, La Época, Nuevo Mundo, El Correo de la Moda, Madrid Cómico, La Ilustración Española y Americana, Blanco y Negro, La Enseñanza Moderna, El Álbum Ibero-Americano und vor allem an der von ihr gegründeten und von 1918 bis zu ihrer Einstellung 1930 herausgegebenen Zeitschrift Raza Española. In dieser und anderen Publikationen verbreitete sie unter anderem ihre feministischen Ideen.
Sie war mit Emilia Pardo Bazán befreundet, die sie als Schriftstellerin sehr schätzte. Blanca de los Ríos gehört zusammen mit anderen Frauen wie Carmen Baroja, Carmen de Burgos, Regina de Lamo, Consuelo Álvarez Pool und María de Maeztu zur Generación del 98.
Sie war als Mitarbeiterin an der Erstellung der Enciclopedia universal ilustrada europeo-americana beteiligt.
Ihre Sorge um die Frauen und die Beziehungen zwischen Spanien und Lateinamerika waren stets in ihrem Denken und in ihrer Teilnahme an verschiedenen Vereinigungen und Veranstaltungen präsent, wie der Asamblea Americanista de Barcelona  oder den  Zentren für lateinamerikanische Kultur (Centros de Cultura Hispanoamericana) von Cádiz und Madrid, der Junta Superior de Beneficencia de Madrid oder der Unión de Damas Españolas, in der sie sich für die Förderung von Schutzmaßnahmen für Frauen am Arbeitsplatz einsetzte, sie gehörte dem Ateneo de Madrid und war zwischen 1927 und 1929 während der Diktatur von Miguel Primo de Rivera Mitglied der Nationalversammlung.
Die Bereiche, in denen sie sich am meisten hervortat und für die sie das eigene literarische Schaffen allmählich zurückstellte, waren die Literaturgeschichte und die Literaturkritik. Sie orientierte sich an Marcelino Menéndez y Pelayo und den ihm vorgeschlagenen Standards der historischen Forschung und Kritik. Eines ihrer Hauptwerke ist das 1910 erschienene Del siglo de Oro, zu dem Menéndez Pelayo selbst das Vorwort schrieb, in dem er sagte: „Die illustre Autorin dieses Buches braucht niemanden, der sie dem Leser mit aufdringlichen Anpreisungen vorstellt. Sie würden immer hinter ihren erwiesenen Verdiensten und dem gerechten Ruhm zurückbleiben, den sie als Künstlerin von edlem lyrischem und erzählerischem Genie genießt.“
De los Ríos ist die Autorin zahlreicher Studien über Tirso de Molina, die nach heutigen Erkenntnis mindestens bezüglich der Biografie unhaltbar sind. Insbesondere machte sie Tirso zum unehelichen Sohn des Herzogs von Osuna, was nachweislich völlig unwahrscheinlich ist. Besser ist ihre kritische Ausgabe seiner Obras completas. Dieses Werk brachte ihr die Anerkennung der Real Academia Española ein. Bei diesen Studien entdeckte sie den Taufschein von Lope de Vega, der bis dahin nach dem Brand der Kirche San Miguel de los Octoes n Madrid im Jahr 1790 als verloren galt. Einige der unversehrt gebliebenen Kirchenbücher waren in einem Privathaus in der Calle de Leganitos deponiert worden, darunter fand sie das Taufbuch für den Zeitraum von 1516 bis 1573.
Erwähnenswert sind auch die von ihr veröffentlichten Texte über Pedro Calderón de la Barca und sein Werk La vida es sueño sowie über Don Quijote: Sevilla, cuna del Quijote („Sevilla, Wiege des Don Quijote“). 1916 veröffentlichte sie ein Werk über Frasquita Larrea, in dem sie den Beitrag dieser Schriftstellerin und Übersetzerin aus Cádiz im Kontext der Romantik des neunzehnten Jahrhunderts analysierte. Sie näherte sich auch einigen literarischen Figuren im Werk Los grandes mitos de la Edad Moderna: Don Quijote, Don Juan, Segismundo, Hamlet y Fausto. Das Werk Del siglo de Oro enthält auch eine umfangreiche Bibliografie, in der sie über die Bücher informiert, die ins Französische, Italienische, Deutsche und Dänische übersetzt wurden, um sie in diesen Ländern zu verbreiten.
Sie widmete sich auch der Figur und dem Werk der Teresa von Ávila, über die sie mehrere Vorträge hielt: Influjo de la mística de Santa Teresa, singularmente sobre nuestro grande arte nacional (1913), Santa Teresa de Jesús y su apostolado de amor (1915), Guía espiritual de España (1915) und Ávila y Santa Teresa (1915), die inhaltlich und stilistisch gelobt wurden.
De los Ríos wurde mit zahlreichen Ehrungen ausgezeichnet, darunter mit dem Orden Civil de Alfonso XII in einer von Königin Victoria Eugénie geleiteten Zeremonie, mit der Medalla de Oro del Trabajo und mit dem Gran Cruz des Ordens Alfons X. des Weisen. Der Stadtrat von Sevilla benannte eine Straße nach ihr.

## Bibliografie
Eine Werkliste befindet sich auf der Website der Real Academia de la Historia.
Die Darstellung folgt der angegebenen Literatur, in der auch weitergehende Literatur verzeichnet ist.